# Йошко Гвардиол
Йошко Гвардиол (на хърватски: Joško Gvardiol) е хърватски футболист, роден на 23 януари 2002 г. в Загреб, Хърватия, който играе на поста централен защитник. Състезател на английския Манчестър Сити и националния отбор на Хърватия.

## Успехи

### Динамо Загреб
- Шампион на Хърватия (2): 2019–20, 2020–21
- Купа на Хърватия (1): 2020–21[1]
- Суперкупа на Хърватия (1): 2019

### РБ Лайпциг
- Купа на Германия (1): 2021–22[2]

### Хърватия
- Трето място и бронзов медал на Световното първенство по футбол 2022 в Катар.[3]